# Petrovice, Blansko
Petrovice là một làng thuộc huyện Blansko, vùng Jihomoravský, Cộng hòa Séc.